# 第3特科隊
第3特科隊（だいさんとっかたい、JGSDF 3rd Artillery Unit）は、陸上自衛隊姫路駐屯地（兵庫県姫路市）に駐屯していた第3師団隷下の野戦特科部隊で2024年（令和6年）3月20日に廃止され中部方面特科連隊本部、本部中隊、情報中隊、第1特科大隊に改編された。

## 概要
155mmりゅう弾砲 FH70を20門装備する火力戦闘部隊であり、隊本部、本部管理中隊、情報中隊および4個の射撃中隊からなる。隊長は1等陸佐（二）が充てられ、姫路駐屯地司令を兼ねていた。

## 沿革
第63連隊
- 1951年（昭和26年）5月1日：警察予備隊第3管区隊第63連隊として姫路駐屯地において編成完結。

第3特科連隊
- 1954年（昭和29年）7月1日：陸上自衛隊発足により、第63連隊（姫路駐屯地）が第3特科連隊に称号変更。
- 1962年（昭和37年）
  - 1月18日：第13師団創設に伴い、第3特科連隊から分離独立して第13特科連隊が姫路駐屯地で編成完結。
  - 8月15日：第3師団改編に伴い、第4大隊が第5大隊に、第5大隊が第6大隊に改編。
- 1965年（昭和40年）7月8日：第5大隊が姫路駐屯地から今津駐屯地に移駐。
- 1970年（昭和45年）3月10日：第3師団の甲編成への改編に伴い、第4大隊と第5大隊第12射撃中隊を姫路駐屯地に新編。
- 1976年（昭和51年）3月25日：35mm2連装高射機関砲 L-90の配備に伴い、第6大隊を改編。
- 1990年（平成02年）3月26日：情報中隊を新編。
- 1992年（平成04年）3月27日：第6大隊が第3高射特科大隊として分離独立し、師団直轄となる。
- 1994年（平成06年）3月28日：第3師団の乙編成への改編に伴い、第4大隊（姫路駐屯地）と第5大隊第12射撃中隊（今津駐屯地）を廃止。

第3特科隊
- 2006年（平成18年）3月27日：部隊改編。

1. 第3師団の政経中枢型師団への改編に伴い、第3特科連隊（定員約1,300名）を縮小改編し第3特科隊（定員約500名）を新編。
2. 主要装備の155mmりゅう弾砲 FH70は定数を45門から20門に縮小。
3. 後方支援体制変換に伴い、整備部門を第3後方支援連隊第2整備大隊特科直接支援隊へ移管。

- 2009年（平成21年）8月9日：平成21年台風第9号の影響により兵庫県佐用町で大規模な水害が発生、災害派遣で出動し同月19日まで給水活動を、同月23日まで行方不明者の捜索にあたる[1]。
- 2024年（令和06年）3月20日：第3特科隊（姫路駐屯地）を廃止[2]。廃止後は中部方面特科連隊本部、本部中隊、情報中隊、第1特科大隊に改組。中部方面特科連隊長に姫路駐屯地司令職を移管。

## 廃止時の部隊編成
- 第3特科隊本部
- 本部管理中隊「3特-本」
- 情報中隊「3特-情」：対砲レーダ装置 JTPS-P16、対迫レーダ装置 JMPQ-P13
- 第1射撃中隊「3特-1」：155mmりゅう弾砲 FH70　5門
- 第2射撃中隊「3特-2」：155mmりゅう弾砲 FH70　5門
- 第3射撃中隊「3特-3」：155mmりゅう弾砲 FH70　5門
- 第4射撃中隊「3特-4」：155mmりゅう弾砲 FH70　5門

## 第3特科連隊 廃止時の部隊編成
- 第3特科連隊本部
- 第3特科連隊本部中隊「3特-本」
- 情報中隊「3特-情」
- 第1特科大隊
  - 第1特科大隊本部
  - 本部管理中隊「3特-1-本」
  - 第1射撃中隊「3特-1-1」
  - 第2射撃中隊「3特-1-2」
- 第2特科大隊
  - 第2特科大隊本部
  - 本部管理中隊「3特-2-本」
  - 第3射撃中隊「3特-2-3」
  - 第4射撃中隊「3特-2-4」
- 第3特科大隊
  - 第3特科大隊本部
  - 本部管理中隊「3特-3-本」
  - 第5射撃中隊「3特-3-5」
  - 第6射撃中隊「3特-3-6」
- 第5特科大隊（今津駐屯地）
  - 第5特科大隊本部
  - 本部管理中隊「3特-5-本」
  - 第9射撃中隊「3特-5-9」
  - 第10射撃中隊「3特-5-10」
  - 第11射撃中隊「3特-5-11」

## 整備支援部隊
- 第3後方支援連隊第2整備大隊特科直接支援隊「3後支-2整-特」（姫路駐屯地）：2006年（平成18年）3月27日から2024年（令和6年）3月20日の間。

## 歴代の隊長等
| 代 | 氏名                   | 在職期間                        | 前職                                  | 後職                                             |
| -- | ---------------------- | ------------------------------- | ------------------------------------- | ------------------------------------------------ |
| 01 | 千原清治 （2等警察正） | 1951年05月01日 - 1951年11月00日 |                                       |                                                  |
| 02 | 野崎一二 （1等保安正） | 1951年11月00日 - 1954年06月30日 |                                       | 陸上自衛隊北海道地区補給処長 兼 島松駐とん地司令 |
| 03 | 小林敬四郎             | 1954年07月01日 - 1956年06月18日 |                                       | 第2特科連隊長 兼 上富良野駐とん地司令            |
| 04 | 小川愛水               | 1956年06月19日 - 1959年12月30日 | 第3特科連隊副連隊長                   | 第8混成団副団長 兼 北熊本駐とん地司令            |
| 05 | 川田懋                 | 1959年12月31日 - 1964年07月15日 | 中部方面隊準備本部第1部長             | 中部方面総監部付 →1964年11月1日 停年退官         |
| 06 | 松原茂暢               | 1964年07月16日 - 1967年07月16日 | 陸上自衛隊富士学校研究部副部長        | 陸上自衛隊富士学校特科教育部長                   |
| 07 | 植松貞義               | 1967年07月17日 - 1968年07月15日 | 防衛研修所所員                        | 陸上幕僚監部監査官                               |
| 08 | 清田泰臣               | 1968年07月16日 - 1970年03月15日 | 陸上自衛隊富士学校特科教育部 戦術班長 | 陸上自衛隊調査学校研究課長                       |
| 09 | 山口茂                 | 1970年03月16日 - 1972年03月15日 | 中央監察隊長 兼 陸上幕僚監部監察官付  | 第3師団司令部付 →1972年7月1日 退職               |
| 10 | 中川又一               | 1972年03月16日 - 1973年07月15日 | 陸上幕僚監部第5部学校班長             | 第1師団司令部幕僚長                              |
| 11 | 森一成                 | 1973年07月16日 - 1975年07月15日 | 技術研究本部下北試験場長              | 陸上自衛隊幹部学校研究員                         |
| 12 | 三木秀雄               | 1975年07月16日 - 1978年03月15日 | 防衛研修所所員                        | 陸上自衛隊富士学校特科部長                       |
| 13 | 久保晶人               | 1978年03月16日 - 1979年07月31日 | 統合幕僚学校学校教官                  | 陸上自衛隊富士学校特科部教育課長                 |
| 14 | 松本信義               | 1979年08月01日 - 1981年03月15日 | 陸上幕僚監部防衛部運用課 運用第1班長  | 第11師団司令部幕僚長                             |
| 15 | 小田原昭               | 1981年03月16日 - 1982年06月30日 | 陸上幕僚監部防衛部防衛課 業務計画班長 | 陸上幕僚監部防衛部防衛課勤務                     |
| 16 | 石田利徳               | 1982年07月01日 - 1984年07月31日 | 陸上幕僚監部調査部調査第2課勤務       |                                                  |
| 17 | 上田武人               | 1984年08月01日 - 1987年03月15日 | 陸上幕僚監部監理部総務課 監理班長     | 陸上自衛隊幹部学校総務部総務課長                 |
| 18 | 土井義彦               | 1987年03月16日 - 1988年07月06日 | 陸上幕僚監部防衛部運用課 運用第1班長  | 中部方面総監部防衛部長                           |
| 19 | 成田笵                 | 1988年07月07日 - 1990年07月10日 | 統合幕僚会議事務局第4幕僚室 中期班長  | 陸上自衛隊幹部学校研究員                         |
| 20 | 小柳毫向               | 1990年07月11日 - 1992年06月15日 | 東北方面総監部防衛部訓練課長          | 陸上幕僚監部防衛部運用課長                       |
| 21 | 塩山昇                 | 1992年06月16日 - 1994年07月31日 | 陸上幕僚監部教育訓練部訓練課 評価班長 | 防衛大学校教授                                   |
| 22 | 林政夫                 | 1994年08月01日 - 1997年12月07日 | 統合幕僚会議事務局第4幕僚室 年度班長  | 防衛研究所主任研究官                             |
| 23 | 大地教文               | 1997年12月08日 - 2001年01月10日 | 陸上自衛隊富士学校勤務                | 自衛隊三重地方連絡部長                           |
| 24 | 山本孝行               | 2001年01月11日 - 2003年03月31日 | 陸上幕僚監部防衛部運用課 運用第2班長  | 陸上自衛隊幹部学校総務部長                       |
| 25 | 園田郁夫               | 2003年04月01日 - 2005年03月31日 | 第1空挺団本部高級幕僚                 | 守山駐屯地業務隊長                               |
| 未 | 重石義幸               | 2005年04月01日 - 2006年03月26日 | 第2師団司令部第3部長                  | 第3特科隊長 兼 姫路駐屯地司令                    |

| 代 | 氏名     | 在職期間                        | 前職                                      | 後職                                                           |
| -- | -------- | ------------------------------- | ----------------------------------------- | -------------------------------------------------------------- |
| 01 | 重石義幸 | 2006年03月27日 - 2006年12月05日 | 第3特科連隊長 兼 姫路駐屯地司令           | 陸上自衛隊富士学校特科部教育課長                               |
| 02 | 氏原隆彦 | 2006年12月06日 - 2008年11月30日 | 陸上自衛隊幹部学校学校教官                | 西部方面情報保全隊長                                           |
| 03 | 藤木隆志 | 2008年12月01日 - 2011年07月31日 | 陸上自衛隊富士学校特科部 訓練評価室長     | 自衛隊島根地方協力本部長                                       |
| 04 | 天本博文 | 2011年08月01日 - 2013年07月31日 | 陸上幕僚監部監理部総務課監理班長          | 自衛隊愛媛地方協力本部長                                       |
| 05 | 中村博篤 | 2013年08月01日 - 2015年07月31日 | 陸上幕僚監部監理部総務課監理班長          | 陸上自衛隊研究本部主任研究開発官                               |
| 06 | 大津勝利 | 2015年08月01日 - 2017年07月31日 | 東部方面総監部人事部援護業務課長          | 自衛隊滋賀地方協力本部長                                       |
| 07 | 堀川佳紀 | 2017年08月01日 - 2020年03月15日 | 陸上自衛隊補給統制本部装備計画部 企画課長 | 陸上自衛隊教育訓練研究本部勤務                                 |
| 08 | 髙倉敬   | 2020年03月16日 - 2021年02月28日 | 第4師団司令部第3部長                      | 第3師団司令部勤務 →2021年4月5日 陸上自衛隊教育訓練研究本部勤務 |
| 09 | 小松隆司 | 2021年03月01日 - 2023年03月12日 | 陸上自衛隊補給統制本部総務部 人事課長     | 陸上自衛隊教育訓練研究本部 企画調整官                          |
| 末 | 米村謙一 | 2023年03月13日 - 2024年03月20日 | 陸上総隊司令部総務部人事課長              | 中部方面特科連隊長 兼 姫路駐屯地司令                           |

## 主要装備
- 155mmりゅう弾砲 FH70
- 中砲けん引車
- 対砲レーダ装置 JTPS-P16
- 対迫レーダ装置 JMPQ-P13
- 1/2tトラック / 73式小型トラック
- 1 1/2tトラック / 73式中型トラック
- 3 1/2tトラック / 73式大型トラック
- 89式5.56mm小銃

## 警備隊区
兵庫県内12市10町を担任。
- 特科隊直轄：姫路市、神戸市（2市）
- 第1射撃中隊：朝来市、養父市、豊岡市、香美町、新温泉町（3市2町）
- 第2射撃中隊：たつの市、相生市、赤穂市、宍粟市、太子町、上郡町、佐用町（4市3町）
- 第3射撃中隊：明石市、高砂市、加古川市、稲美町、播磨町（3市2町）
- 第4射撃中隊：福崎町、市川町、神河町（3町）

## 廃止部隊
- 1992年（平成04年）3月26日廃止
  - 第3特科連隊第6特科大隊「3特-6-本」（姫路駐屯地）：第3高射特科大隊として分離独立し、師団直轄となる。
- 1994年（平成06年）3月27日廃止
  - 第3特科連隊第4特科大隊「3特-4-本」（姫路駐屯地）：